# Geissanthus mezianus
Geissanthus mezianus är en viveväxtart som beskrevs av Agostini. Geissanthus mezianus ingår i släktet Geissanthus och familjen viveväxter. Inga underarter finns listade i Catalogue of Life.